# Apocalypto
Apocalypto è un film del 2006 diretto da Mel Gibson. Il film presenta un cast di attori nativi americani e indigeni messicani composto da Rudy Youngblood, Raoul Trujillo, Mayra Sérbulo, Dalia Hernández, Ian Uriel, Gerardo Taracena, Rodolfo Palacios, Bernardo Ruiz Juarez, Ammel Rodrigo Mendoza, Ricardo Diaz Mendoza e Israel Contreras. 
Tutte le tribù e i popoli raffigurati nel film sono Maya, poiché Gibson voleva rappresentare la civiltà Maya costruita per la storia come un "mondo sconosciuto" allo spettatore. Come il film precedente di Gibson La Passione di Cristo, tutti i dialoghi sono in una moderna approssimazione dell'antico linguaggio dell'ambientazione Maya. Qui viene usata la lingua maya yucateca. Questo è stato l'ultimo film diretto da Gibson fino a La battaglia di Hacksaw Ridge del 2016, dieci anni dopo.
Ambientato nello Yucatán, in Messico, intorno all'anno 1502, Apocalypto ritrae il viaggio dell'eroe di un giovane di nome Zampa di Giaguaro, un cacciatore mesoamericano e dei suoi compagni di tribù che vengono catturati da degli invasori. Dopo la devastazione del loro villaggio, vengono portati in un pericoloso viaggio verso una città Maya per il sacrificio umano in un periodo storico in cui la civiltà Maya è in declino. Il film è stato un successo al botteghino, incassando oltre 120 milioni di dollari in tutto il mondo, e ha ricevuto recensioni per lo più positive, con i critici che hanno elogiato la direzione di Gibson, la fotografia di Dean Semler e le interpretazioni del cast, sebbene il ritratto della civiltà Maya e l'accuratezza storica siano stati criticati. Il film è stato distribuito da Buena Vista Pictures in Nord America e Icon Film Distribution nel Regno Unito e in Australia.

## Trama
(Citazione iniziale)
In un piccolo villaggio Maya dello Yucatán, all'inizio del XVI secolo, vivono Zampa di Giaguaro (primogenito del capo-villaggio), il figlio, la moglie incinta e gli altri abitanti della tribù. Durante una battuta di caccia, il giovane e altri cacciatori incontrano una piccola tribù in fuga guidata da Pesce Cacciatore. Non passerà molto prima che Zampa di Giaguaro e i suoi capiscano il motivo della loro fuga: un gruppo di guerrieri guidati da Lupo Zero e da Occhio Mezzo, provenienti da una grande città, attacca i villaggi della foresta per rapire uomini e donne al fine di renderli schiavi nella loro città, o usarli come vittime sacrificali destinate a placare la collera degli dei, che secondo le loro credenze avevano punito la regione con un'epidemia (molto simile alla peste). Il villaggio viene presto aggredito: Zampa di Giaguaro riesce a nascondere la moglie incinta e il figlio in un pozzo naturale dal quale è quasi impossibile uscire senza aiuto esterno, e torna a difesa del villaggio ma invano, poiché viene catturato assieme a suo padre, Cielo di Selce, che poi viene ucciso da Occhio Mezzo davanti ai suoi occhi. Il giovane viene risparmiato, ma a lui è destinata una sorte ancora più orrenda; odiato da Occhio Mezzo, che è stato quasi ucciso da lui, Zampa di Giaguaro viene schernito con l'appellativo Quasi.
Prigionieri e aguzzini affrontano un percorso tortuoso di montagna che si apre, da un lato, su un burrone. Durante il tragitto Foglia di Cacao, uno dei compagni di Zampa di Giaguaro, legato accanto a lui e gravemente ferito dopo l’attacco al villaggio, scivola penzolando nel vuoto e rischiando di trascinare con sé gli altri prigionieri; nonostante i suoi compagni riescano a sollevarlo, l'uomo viene slegato e spinto giù nel precipizio da Occhio Mezzo. Il gruppo giunge ai primi insediamenti della grande città, destinazione finale del viaggio, e poco dopo avviene l'incontro con una bambina chiaroveggente, la quale predice agli invasori la loro sorte:
I prigionieri arrivano, ormai stremati, in una città progredita dal punto di vista della civiltà, ma in cui la popolazione è un'accozzaglia di derelitti, malati e accattoni. Dopo essere stati divisi, i prigionieri più giovani sono cosparsi di una vernice blu e trascinati in cima a una piramide a gradoni dove saranno brutalmente sacrificati da sacerdoti per placare la sete di sangue del dio Kukulkán: verrà loro strappato il cuore dal petto e li si decapiterà, lasciando rotolare a terra le loro teste e i loro corpi. Tra le prime vittime sacrificali viene scelto Naso Arricciato, un altro compagno di Zampa di Giaguro, che viene così immolato dai sacerdoti sull'altare. Quando oramai anche per Zampa di Giaguaro non sembrano esserci più speranze, improvvisamente si verifica un'eclissi solare anulare: la scomparsa della luce sgomenta la massa di uomini e donne accalcata ai piedi della piramide così, per tranquillizzare il popolo rumoreggiante e mantenerne il controllo, i sacerdoti annunciano l'evento come «segno di soddisfazione di Kukulkán» per i sacrifici umani da loro sinora effettuati. Il sole torna presto a illuminare la Terra.
I restanti prigionieri, oramai inutili per il sacrificio, vengono lasciati alla mercé di Lupo Zero, che li conduce ai margini della città per farli correre allo scoperto mentre sono bersagliati dalle lance e frecce dei cacciatori: Occhio Mezzo spiega loro che, se arriveranno sani e salvi alla fine dell'area allo scoperto, potranno andarsene via liberi. Pietra Tagliata (figlio di Lupo Zero) viene incaricato di infliggere il definitivo colpo mortale. Li slegano e i primi scelti sono Rana di Fumo, un altro compagno di Zampa di Giaguaro, e Spuntato, cognato di quest'ultimo. Pur correndo veloci, entrambi sono presto colpiti: il primo viene colpito alla nuca da una pietra per poi essere finito da Pietra Tagliata, mentre il secondo viene trapassato da una lancia. Tocca quindi a Zampa di Giaguaro e Pesce Cacciatore: pur schivando la maggior parte delle frecce, Pesce Cacciatore viene trafitto alla gola e una freccia trapassa la schiena di Zampa di Giaguaro fuoriuscendo dal suo addome. Pietra Tagliata gli si avvicina per infliggere il colpo finale, ma viene ostacolato da Spuntato, ancora vivo; l'imprevisto permette a Zampa di Giaguaro di avere la meglio su Pietra Tagliata, uccidendolo, e quindi di raggiungere il margine del campo.
Braccato da nove cacciatori, il giovane s'inoltra in un campo di granturco e s'immerge in un'immensa fossa di fango dove vengono gettati i resti dei prigionieri sacrificati, fuggendo infine attraverso una fitta foresta. Esausto e sanguinante, si arrampica sopra il grosso ramo di un albero e scopre che sul medesimo tronco ci sono un giaguaro nero e il suo cucciolo. Con il felino alle calcagna, Zampa di Giaguaro corre senza saperlo verso gli inseguitori, uno dei quali si troverà sulla traiettoria dell'animale che lo ucciderà. Uno di essi comincia a collegare al prigioniero le parole pronunciate dalla bambina chiaroveggente considerandole presagio nefasto, ma Lupo Zero, assetato di vendetta per la morte del figlio, sprona i rimasti all'inseguimento. Poco dopo, lo stesso guerriero pessimista viene mortalmente morso da un serpente e lasciato al suo destino dai compagni.
Zampa di Giaguaro giunge al bordo di una cascata, e non avendo altre vie di scampo decide di saltare, e nonostante l'altezza sopravvive. Lo sciamano del gruppo inseguitore pensa che la profezia si sia avverata, ma Lupo Zero vuole la sua vendetta e uccide lo sciamano trafiggendone il petto e gettandone il corpo giù dal vertiginoso salto d'acqua, ordina quindi ai suoi uomini di seguire Zampa di Giaguaro tuffandosi a loro volta; solo uno di essi muore. Durante la fuga, il giovane s'impantana nelle sabbie mobili, ma riesce a uscirne abilmente; incoraggiato dal fatto di essere tornato nella foresta dove abitava, dimentica ogni paura e si prepara ad affrontare gli inseguitori. Sua moglie, nel frattempo, inizia ad avvertire le prime contrazioni e cerca invano di uscire dal pozzo.
Zampa di Giaguaro getta sugli inseguitori un nido di vespe per guadagnare tempo e organizzarsi con le risorse che la natura gli offre poi, servendosi di una foglia trasformata in cerbottana e di tre spine intinte nel veleno di una rana, riesce a colpirne uno; subito dopo, però, viene assalito da Occhio Mezzo, richiamato dai lamenti del compagno agonizzante. Zampa di Giaguaro riesce ad evitare il micidiale colpo di mazza sferrato dall'avversario e afferra l'arma del guerriero ucciso poco prima, colpisce il cranio di Occhio Mezzo prima che questi riesca a vibrare un altro fendente e lo finisce con un altro colpo alla testa. Scoppia un temporale e il giovane sa che ora non può tardare a liberare la moglie e il figlio intrappolati nel pozzo. Durante la corsa viene colpito al petto da una freccia scagliata da Lupo Zero. Il colpo non è mortale ma gli impedisce di affrontare il suo avversario, ormai pronto a ucciderlo con un pugnale; tuttavia, Zampa di Giaguaro è vicino al luogo dove è piazzata la trappola che gli uomini del suo villaggio utilizzavano per cacciare i tapiri. Lupo Zero, nell'avventarsi contro di lui, fa scattare il marchingegno dotato di punteruoli acuminati, restandone infilzato e ucciso; il giovane riprende a correre fuggendo dagli ultimi due inseguitori. La moglie, quasi completamente sommersa dall'acqua assieme al figlio, ha frattanto partorito il loro secondo figlio. Zampa di Giaguaro, ormai esausto, si ferma e viene infine raggiunto in prossimità di una spiaggia, dove si accascia a terra aspettando la sua fine.
Proprio mentre la vicenda sembra giungere al suo epilogo, sul tratto di mare visibile si vedono ancorate quattro grandi navi spagnole, totalmente estranee ai nativi; i due inseguitori superstiti abbandonano la preda e si avvicinano al mare per capire di cosa si tratti. Zampa di Giaguaro ne approfitta e scompare, ritornando al pozzo appena in tempo per salvare la moglie e i loro due figli; quando la donna gli chiede se debbano andare anche loro verso il mare, il cacciatore risponde che il loro compito è rimanere nella foresta per tentare un nuovo inizio.

## Produzione

### Sceneggiatura

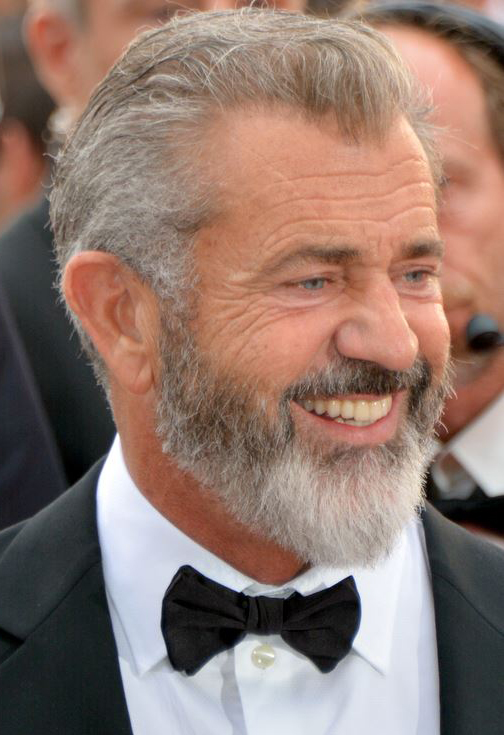
Il regista Mel Gibson

Farhad Safinia incontrò per la prima volta Mel Gibson durante la lavorazione del film La passione di Cristo (2004), nel quale lavorava come assistente alla post-produzione. Ebbero modo di conversare del proprio amore verso i film e di cosa li entusiasmasse nel fare cinema:
(Farhad Safinia)
Gibson e Safinia erano anche interessati nel ritrarre ed esplorare un'antica cultura così com'era prima dell'arrivo degli Europei. Inizialmente in dubbio tra gli Aztechi e i Maya, alla fine scelsero i secondi, data sia la loro alta raffinatezza che il loro successivo declino. I due studiarono l'antica storia Maya leggendo i miti sulla creazione e sulla distruzione (inclusi testi sacri come il Popol Vuh, noto anche come Bibbia Maya), e si recarono in Guatemala, in Costa Rica e nella penisola dello Yucatán per esplorare le location delle riprese e visitare le rovine Maya. La storia che l'anziano cantastorie (interpretato da Espiridion Acosta Cache, un moderno narratore Maya) racconta attorno a un falò è stata modificata da un'autentica storia mesoamericana, poi ritradotta in maya yucateco dalla linguista Hilario Chi Canul, la quale ha anche lavorato come insegnante di dialogo durante la produzione.
Alla ricerca di un certo grado di accuratezza storica, i cineasti assunsero come consulente Richard D. Hansen, specializzato in cultura Maya e assistente professore di archeologia all'Idaho State University; tuttavia, il film è stato criticato da alcuni studiosi della storia mesoamericana per le numerose inesattezze. Nel 2011 è stato pubblicato il saggio The Ethics of Anthropology and Amerindian Research, dove in un capitolo viene esaminata questa questione.
Gibson decise che tutti i dialoghi sarebbero stati recitati esclusivamente nella lingua maya yucateca, affinché «[...] consenta al pubblico di sospendere completamente la propria realtà e di essere attratto dal mondo del film. E, cosa più importante, questo pone anche l'accento sulle immagini cinematografiche, che sono un tipo del linguaggio universale del cuore». Anche nel precedente La passione di Cristo i dialoghi sono recitati nella lingua originaria del momento storico (in quel caso l'aramaico); inoltre, sempre come questo film, Apocalypto è privo di titoli di testa. Il titolo riprende la stessa parola greca che significa «nuovo inizio» o «rivelazione».

### Costumi e trucco
Il folto gruppo di truccatori e costumisti, guidati da Aldo Signoretti e da Vittorio Sodano, applicarono giornalmente per sei ore i tatuaggi, le scarificazioni e gli estensori per i lobi a tutti gli attori, prestando particolare attenzione all'accostamento dei colori Secondo Richard D. Hansen, le scelte nel trucco del corpo sono state basate sia sulla licenza artistica sia sui fatti:
Un esempio di attenzione ai dettagli è il tatuaggio del braccio sinistro di Sette (la moglie di Zampa di Giaguaro), che consiste in una fascia orizzontale con due punti sopra: il simbolo Maya per indicare il numero sette. L'inglese Simon Atherton, un armoraro che aveva già lavorato con Gibson in Braveheart - Cuore impavido (1995), è stato ingaggiato per ricercare e fornire ricostruzioni di armi Maya; in più, ha anche un brevissimo cameo nei panni del frate francescano che appare su una nave spagnola alla fine del film.
Come affermato dalla costumista Mayes C. Rubeo, i Maya lavoravano sodo per il loro aspetto, quasi fosse un obbligo. In particolare, i ricchi indossavano sempre la giada ma, a causa del peso e del costo, al suo posto sono state utilizzate perle di legno su costumi e gioielli; ampio è stato anche l'impiego di ambra e corallo. Invece, i vestiti degli abitanti del villaggio sono stati fatti di cotone, in modo da rendere l'autosufficienza di queste persone dalla vita semplice e felice.

### Scenografia

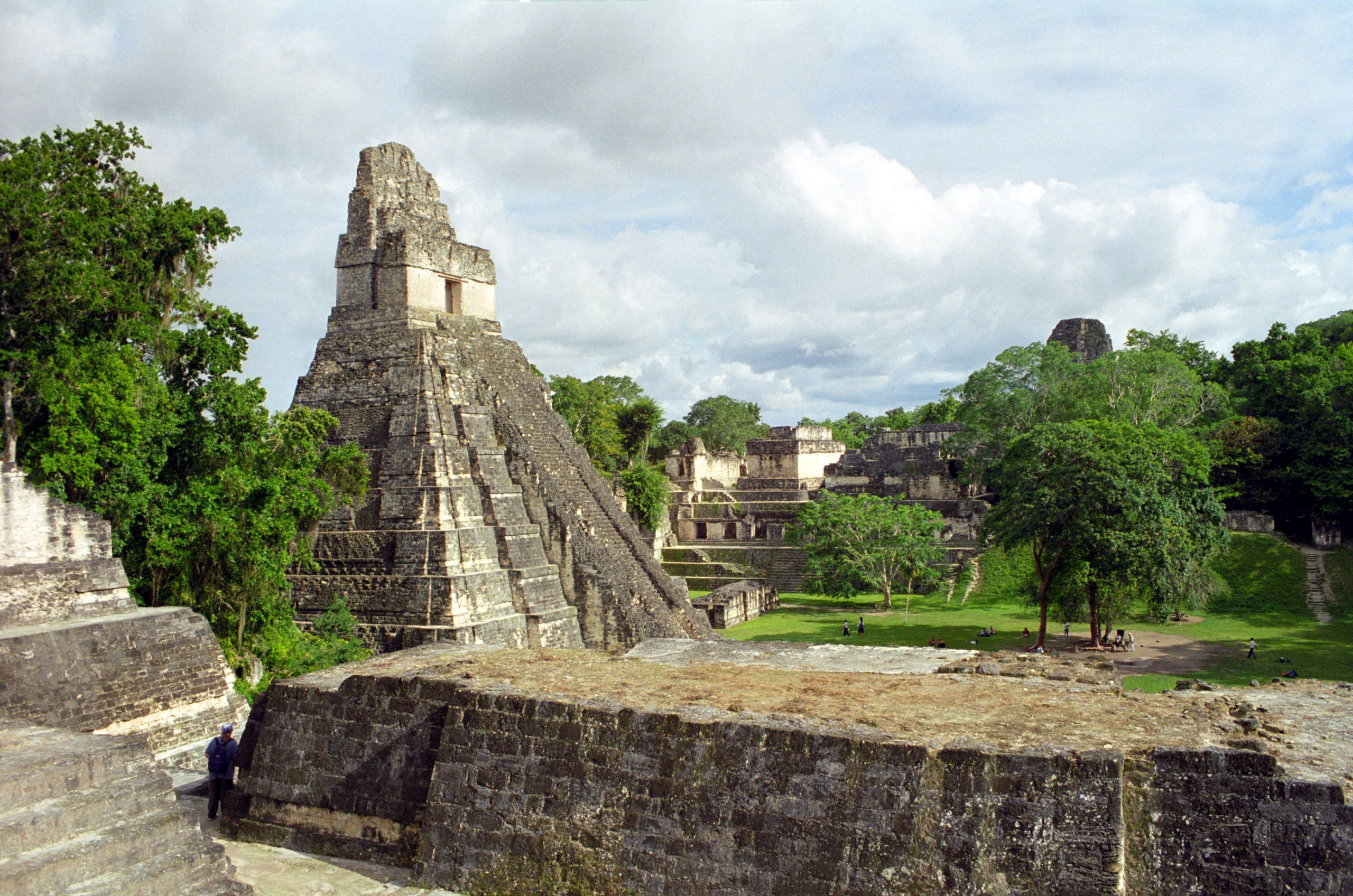
Per il film è stato realizzato un edificio simile al centro archeologico di Tikal, dedicato proprio al giaguaro

Mel Gibson voleva che Apocalypto presentasse edifici realizzati dal vero anziché fare affidamento su immagini generate al computer. La maggior parte delle piramidi a gradoni sono state progettate dallo scenografo Tom Sanders (che sul finale compare brevemente come conquistador insieme ad Atherton), spiegando così il suo approccio:
Benché molti dei dettagli architettonici siano corretti, sono stati messi insieme ad altri provenienti da luoghi ed epoche diverse, una decisione che come afferma Farhad Safinia è stata presa per ragioni estetiche. Mentre Apocalypto è ambientato durante il periodo conclusivo post-classico della civiltà Maya, la piramide centrale del film proviene dal periodo classico, che si concluse nel 900, così come quelli trovati nei siti post-classici messicani di Muyil, Cobá e Quintana Roo, dove le città successive furono costruite attorno alle piramidi precedenti.
Il vasto villaggio e le piramidi (fatte di acciaio, legno e intonaco) furono costruite su quello che un tempo era un campo di canna da zucchero; la piramide sulla quale si svolgono i sacrifici umani ha un'altezza di nove piani. Gibson voleva che la città Maya riflettesse la decadenza della civiltà; Tom Sanders spiega:
I templi hanno la forma di quelli di Tikal, nello stile classico delle pianure centrali ma decorati con elementi in stile Puuc dello Yucatán nord-occidentale secoli dopo. Richard D. Hansen ha affermato che «nel periodo post-classico non c'era nulla che potesse eguagliare le dimensioni e la maestosità della piramide nel film. Ma Gibson stava cercando di rappresentare l'opulenza, la ricchezza, il consumo di risorse». Il murales nella passerella ad arco combina elementi dei codici Maya, dei murales di Bonampak e di San Bartolo (antecedenti di svariati secoli rispetto all'impostazione del film).

### Cast
Il cast, fatta eccezione per Rudy Youngblood, Raoul Trujillo, Jonathan Brewer e Morris Birdyellowhead (tutti interpreti statunitensi di origini native americane), è prevalentemente composto da attori semi-sconosciuti messicani; inoltre, molte delle comparse sono nativi della zona.

### Riprese

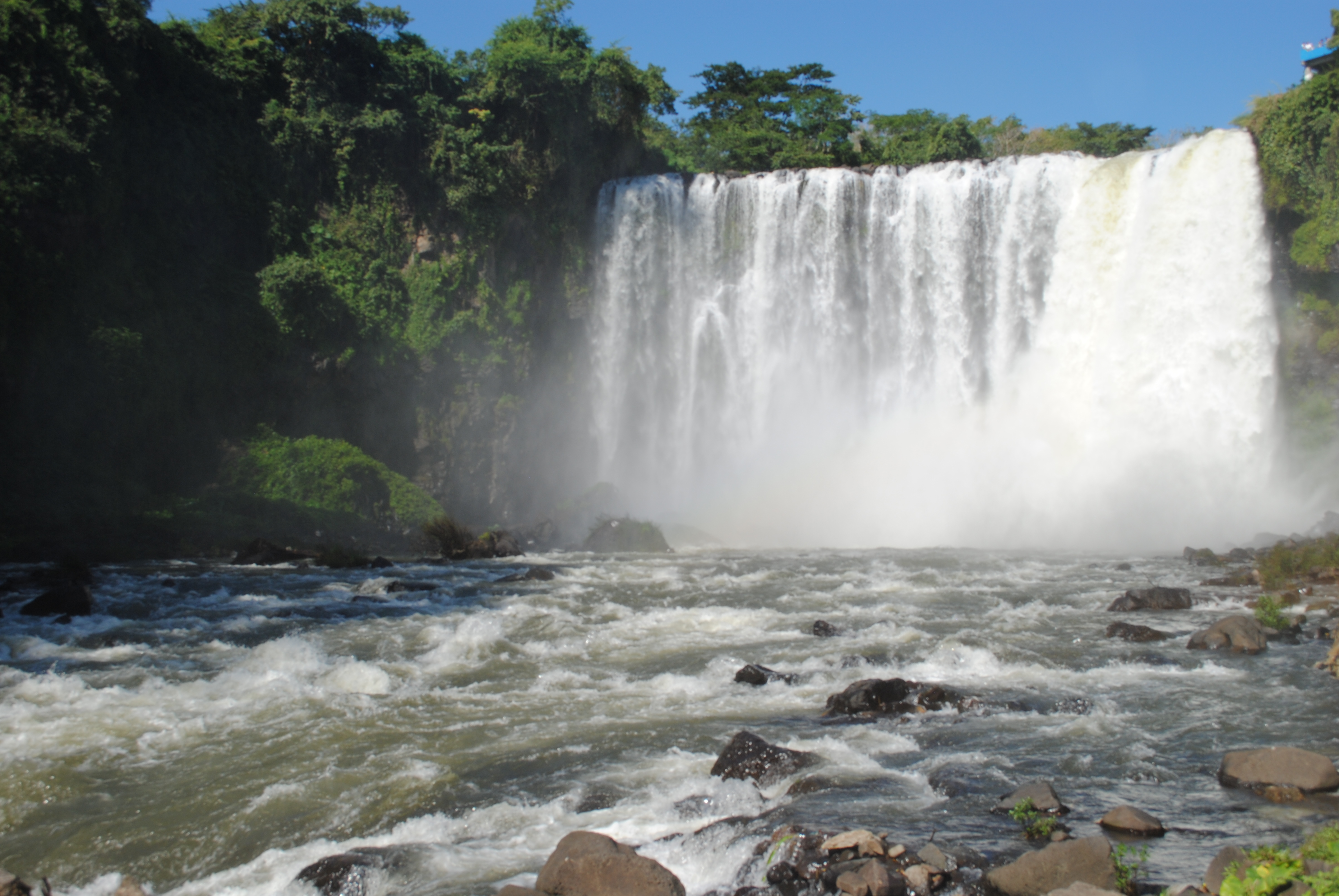
La cascata da dove salta Zampa di Giaguaro

Le riprese sono state effettuate principalmente a Catemaco, San Andrés Tuxtla e Paso de Ovejas, nello stato messicano di Veracruz. La scena riguardante la cascata è stata girata alla cascata di Eyipantla, situata a San Andrés Tuxtla. Le riprese di seconda unità si sono svolte al dipartimento di Petén in Guatemala. La distribuzione era originariamente prevista per il 4 agosto 2006, ma dovette essere posticipata all'8 dicembre a causa delle violenti piogge e due uragani che ritardarono le riprese. La riprese principali si sono concluse nel luglio 2006.
Apocalypto è stato girato su video digitale ad alta definizione utilizzando la videocamera Panavision Genesis. Durante le riprese, Mel Gibson e il direttore della fotografia Dean Semler impiegarono Spidercam, un sistema di telecamere sospese che consente di scattare dall'alto; questa attrezzatura è stata utilizzata nella scena in cui Zampa di Giaguaro salta dalla cascata.
In una scena si può osservare un singolare metodo di sutura adoperato da Sette per chiudere i lembi di una ferita al figlioletto, che consiste nel farli azzannare da formiche dotate di mandibole particolari, che poi vengono decapitate: un metodo identico a quello descritto da Abulcasis, grande chirurgo arabo del X secolo, nonché usanza in voga presso diverse popolazioni indigene delle Americhe.
Numerosi animali sono apparsi in Apocalypto, tra i quali un tapiro di Baird e un giaguaro nero. Nelle scene in cui gli animali vengono feriti, sono stati sostituiti da animatroni.

## Colonna sonora
La partitura scritta da James Horner segna la sua terza collaborazione con Mel Gibson, avendo composto in precedenza la colonna sonora per L'uomo senza volto (1993) e Braveheart - Cuore impavido (1995). Diversamente dal suo repertorio tipicamente orchestrale moderno, qui Horner si è avvalso di strumenti etnici provenienti da tutto il mondo per inscenare musicalmente il declino e la caduta della civiltà Maya e ricreare con le note l'ambientazione suggestiva e umida della foresta tropicale. Inoltre, presenta vocalizzi del cantante pakistano Rahat Fateh Ali Khan (nipote del celebre Nusrat Fateh Ali Khan) e del musicista inglese Terry Edwards, oltre alla collaborazione dell'amico Tony Hinnigan, famoso violoncellista ed esperto di strumenti a fiato indigeni. La registrazione è avvenuta presso gli Abbey Road Studios di Londra.
1. From the Forest... – 1:55
2. Tapir Hunt – 1:31
3. The Storyteller's Dreams – 3:41
4. Holcane Attack – 9:28
5. Captives – 3:06
6. Entering the City with a Future Foretold – 6:05
7. Sacrificial Procession – 3:42
8. Words Through the Sky - The Eclipse – 5:11
9. The Games and Escape – 5:15
10. An Elusive Quarry – 2:15
11. Frog Darts – 2:45
12. No Longer the Hunted – 5:50
13. Civilisations Brought by Sea – 2:20
14. To the Forest... – 7:31

## Distribuzione
A causa dei suoi contenuti violenti, molti paesi europei hanno imposto un divieto ai minori al film. Negli Stati Uniti d'America fu pubblicizzato addirittura come un horror dalla Motion Picture Association of America, e classificato Restricted (vietato ai minori di 17 anni). In Cina invece è stato bandito dalla censura cinese, che ne vietò l'uscita; fu molto attaccato anche in altri Paesi dell'Estremo Oriente.
In Italia inizialmente venne classificato come "per tutti". Il TAR del Lazio si oppose alla scelta affermando che «contiene numerose scene di estrema violenza che si susseguono incessantemente per tutta la durata dello spettacolo, non adatte ad un pubblico di minori», tanto che l'11 gennaio il film fu definitivamente vietato ai minori di 14 anni.

### Visti censura
- Argentina: 18
- Australia: 15
- Francia: 12
- Italia: 14
- Paesi Bassi: 16
- Portogallo: 16
- Regno Unito: 18
- Spagna: 14
- Stati Uniti d'America: 17
- Svizzera: 16

## Accoglienza

### Critica
Il film è stato accolto favorevolmente dalla critica cinematografica. Su Rotten Tomatoes ha un indice di approvazione del 66% con un voto di 6,34/10 basato su 199 recensioni, con un giudizio complessivo che recita «Apocalypto è un esame brillantemente girato (anche se spietatamente sanguinolento) di quella che un tempo era una grande civiltà»; su Metacritic ha una valutazione di 68/100 basato su 37 recensioni.
È stato ampiamente apprezzato anche da celebrità hollywoodiane. Robert Duvall lo ha definito «forse il miglior film che io abbia visto in 25 anni». Edward James Olmos ha dichiarato «Sono stato completamente preso alla sprovvista. È senza dubbio il miglior film che vedo da anni. Sono rimasto a bocca aperta» Martin Scorsese ne ha ammirato l'uso della lingua maya yucateca, la messa in scena, le ambientazioni e l'aver mostrato «l'importanza della violenza nella perpetuazione di ciò che è noto come civiltà». Spike Lee ha inserito la pellicola nella sua «lista essenziale di film per registi».
In Italia, Pino Farinotti gli ha assegnato 4 stelle su 5, dichiarando che «[...] fa già parte del corpo del cinema», mentre Morando Morandini ne ha scritto «Con Apocalypto, Gibson fa un passo avanti: le sfumature non sono una prerogativa del suo cinema, e la violenza non manca, ma bisogna considerarlo soprattutto un film d'azione e di inseguimento, schematico ed elementare. Gibson vuol fare un cinema popolare e si impone con il ricatto emotivo sfruttando ogni occasione e ogni mezzo», assegnandogli 2,5 stelle su 5.

### Incassi
Con un budget di circa 40000000 $, il film ha incassato in totale 120673227 $, dei quali 8677937 $ in Italia.

## Slogan pubblicitari
- «Ogni civiltà nasce dalle ceneri della sua distruzione»
- «Nessuno può andare oltre il proprio destino»
- «Quando arriva la fine non tutti sono pronti ad affrontarla»

## Riconoscimenti
- 2006 - Satellite Award [28]
  - Candidatura per il miglior film in lingua straniera
- 2006 - Chicago Film Critics Association
  - Candidatura per il miglior film in lingua straniera
- 2007 - Premio Oscar [29]
  - Candidatura per il miglior trucco ad Aldo Signoretti e Vittorio Sodano
  - Candidatura per il miglior sonoro a Kevin O'Connell, Greg P. Russell, Fernando Cámara
  - Candidatura per il miglior montaggio sonoro a Sean McCormack e Kami Asgar
- 2007 - Golden Globe [30]
  - Candidatura per il miglior film straniero
- 2007 - Premio BAFTA [31]
  - Candidatura al Miglior film non in lingua inglese
- 2007 - Broadcast Film Critics Association Award [32]
  - Candidatura al miglior film straniero
- 2007 - Motion Picture Sound Editors [33]
  - Miglior montaggio sonoro in un lungometraggio
- 2007 - London Critics Circle Film Awards
  - Candidatura per il miglior film in lingua straniera dell'anno